# Klub Ludzi Piszących w Prudniku
Klub Ludzi Piszących w Prudniku – grupa literacka powstała w 1977 roku w Prudniku.
KLP skupia lokalnych poetów, którzy swoje utwory mogli publikować w „Głosie Włókniarza”, gazecie zakładowej ZPB „Frotex”. Swoje wiersze zamieszczali tu m.in. Józef Adamczyk, Daniela Długosz-Penca, Halina Kamińska, Łucja Kuźnik, Elżbieta Nowacka, Ryszard Nowak, Genowefa Pietrzak, Ignacy Staszczuk, Barbara Szwanke oraz Berta Warzecka. Teksty piszących prudniczan można było także znaleźć w innych czasopismach np. w „Trybunie Opolskiej”. Pod koniec lat osiemdziesiątych XX wieku do klubu dołączyli: Edmund Działoszyński, Józef Balon oraz Albert Strzewiczek. W marcu 1995 roku w działalność KLP aktywniej włączyła się grupa młodych poetów: Dorota Michałowska, Katarzyna Kulig, Agata Fornalik i Marek Domagała, która razem z literatami z Białej wydała w roku 1996 tomik „Smak soli”.
KLP funkcjonuje w Prudniku, a jego członkowie oprócz zbiorowych prac wydają także własne tomiki.

## Publikacje
Indywidualne tomiki niektórych członków KLP:
- Zofia Kulig: „Trwanie” (1996), „Boso pod wiatr” (1998), „Spękane wargi drzew” (2002);
- D. Długosz Penca: „Zauroczenie” (1992), „Witraże” (1995), „Ego i mit” (1997), „Łupinki snu” (1997), „Szmer piasku zostanie” (1999), „Lubię chodzić po życiu” (2002);
- Piotr Myszyński: „Pantomima wierszy” (1997), „Tańczę” (2001).